# Ван Гримберген, Мартен
Альберт Мартен ван Гримберген (нидерл. Albert Maarten van Grimbergen, 4 октября 1959, Эйндховен, Нидерланды) — нидерландский хоккеист (хоккей на траве), защитник и полузащитник. Участник летних Олимпийских игр 1984 и 1992 годов, чемпион Европы 1983 года.

## Биография
Мартен ван Гримберген родился 4 октября 1959 года в нидерландском городе Эйндховен.
Играл в хоккей на траве за «Эйндховенсе» и «Клейн Звитсерланд». Восемь раз становился чемпионом Нидерландов.
В 1981 и 1982 годах в составе сборной Нидерландов дважды завоёвывал золотые медали Трофея чемпионов.
В 1983 году выиграл золотую награду чемпионата Европы в Амстелвене.
В 1984 году вошёл в состав сборной Нидерландов по хоккею на траве на летних Олимпийских играх в Лос-Анджелесе, занявшей 6-е место. Играл в поле, провёл 7 матчей, забил 2 мяча (по одному в ворота сборных Канады и Новой Зеландии).
В 1992 году вошёл в состав сборной Нидерландов по хоккею на траве на летних Олимпийских играх в Барселоне, занявшей 4-е место. Играл в поле, провёл 6 матчей, мячей не забивал.
В течение карьеры провёл за сборную Нидерландов 145 матчей, забил 36 мячей.
После окончания игровой карьеры жил в Гааге, работал в спортивном магазине.

## Семья
Отец Мартена ван Гримбергена Аб ван Гримберген (род. 1930) был главным тренером сборной Нидерландов по хоккею на траве, в 1972 году занял с ней 4-е место на летних Олимпийских играх в Мюнхене.